# Winger (Minnesota)
Winger – miasto w Stanach Zjednoczonych, w stanie Minnesota, w hrabstwie Polk.